# Берн (Індіана)
Берн (англ. Berne) — місто (англ. city) в США, в окрузі Адамс штату Індіана. Населення — 4173 особи (2020).

## Географія
Берн розташований за координатами 40°39′26″ пн. ш. 84°57′20″ зх. д. / 40.65722° пн. ш. 84.95556° зх. д. (40.657271, -84.955505).  За даними Бюро перепису населення США в 2010 році місто мало площу 5,38 км², з яких 5,38 км² — суходіл та 0,00 км² — водойми.

## Демографія
Згідно з переписом 2010 року, у місті мешкало 3999 осіб у 1620 домогосподарствах у складі 1078 родин. Густота населення становила 743 особи/км².  Було 1797 помешкань (334/км²).
Расовий склад населення:
| - 96,5 % — білих - 0,6 % — азіатів - 0,5 % — чорних або афроамериканців - 0,1 % — корінних американців - 1,4 % — осіб інших рас |

До двох чи більше рас належало 1,0 %. Частка іспаномовних становила 4,0 % від усіх жителів.
За віковим діапазоном населення розподілялося таким чином: 24,1 % — особи молодші 18 років, 51,9 % — особи у віці 18—64 років, 24,0 % — особи у віці 65 років та старші. Медіана віку мешканця становила 42,0 року. На 100 осіб жіночої статі у місті припадало 85,6 чоловіків;  на 100 жінок у віці від 18 років та старших — 83,1 чоловіків також старших 18 років.
Середній дохід на одне домашнє господарство  становив 62 412 долари США (медіана — 44 737), а середній дохід на одну сім'ю — 70 489 доларів (медіана — 59 556). Медіана доходів становила 39 188 доларів для чоловіків та 39 805 доларів для жінок. За межею бідності перебувало 13,3 % осіб, у тому числі 20,7 % дітей у віці до 18 років та 2,9 % осіб у віці 65 років та старших.
Цивільне працевлаштоване населення становило 1619 осіб. Основні галузі зайнятості: освіта, охорона здоров'я та соціальна допомога — 29,0 %, виробництво — 25,6 %, роздрібна торгівля — 8,8 %, фінанси, страхування та нерухомість — 6,9 %.